# Athyrium bourgeaui
Athyrium bourgeaui är en majbräkenväxtart som beskrevs av Fourn. Athyrium bourgeaui ingår i släktet Athyrium och familjen Athyriaceae. Inga underarter finns listade.